# Round Lake (Nowy Jork)
Round Lake – wieś w Stanach Zjednoczonych, w stanie Nowy Jork, w hrabstwie Saratoga.